# Catàleg de Fauna Amenaçada de Catalunya

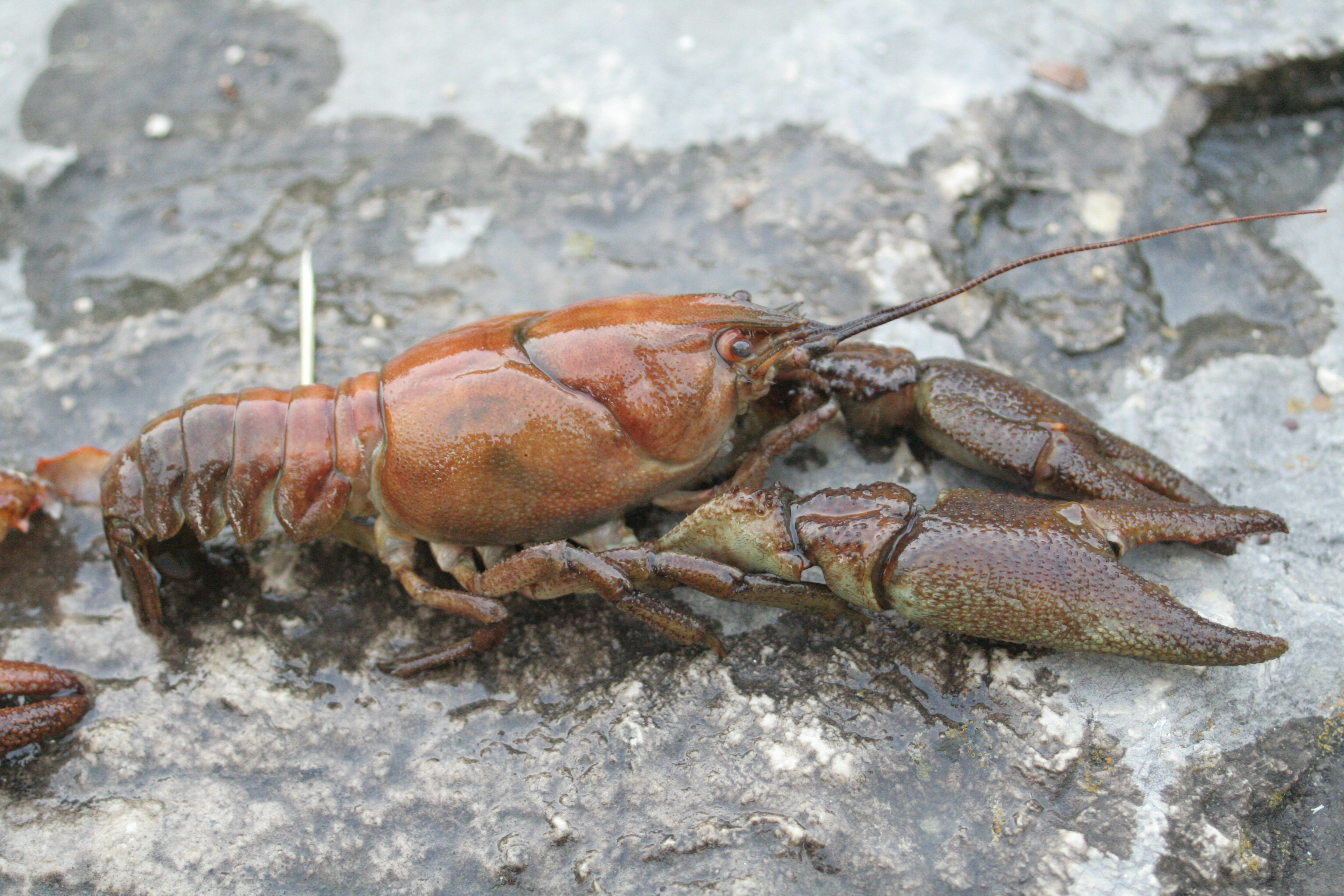
El cranc de riu ibèric és allistat al catàleg com "En perill d'extinció".

El Catàleg de Fauna Amenaçada de Catalunya és un projecte del Departament de Medi Ambient i Habitatge de la Generalitat de Catalunya que té com a finalitat la protecció i conservació d'espècies de fauna catalana en risc de desaparèixer. El catàleg inclou 175 espècies vulnerables, 84 en perill d'extinció i 13 vertebrats extints al país. El catàleg serveix com a instrument legal per a la protecció de les espècies.
El projecte va estar en fase d'exposició pública des del 12 d'abril fins al 12 de juny de 2010.